# Reinhard Schindler
Reinhard Schindler (* 7. April 1912 in Beuthen; † 9. Juni 2001 in Reinsfeld) war ein deutscher Prähistoriker und Museumsdirektor.

## Leben
Reinhard Schindler war der zweite von vier Söhnen des oberschlesischen Güterverwalters Richard Schindler und dessen Ehefrau Magdalene Schindler, geborene Paust. Er besuchte das Städtisches Realgymnasium in Oppeln und legte im Februar 1932 das Abitur in Neiße ab. Anschließend studierte er Vorgeschichte, Geologie und Geschichte an den Universitäten Königsberg, Berlin und Breslau. Schindler gehörte 1936 in Breslau der Studentengruppe „Deutsche Vorgeschichte“ an. Von 1936 bis 1942 lag sein Schwerpunkt auf der vor- und frühgeschichtlichen Besiedlung der Germanen im Osten. Im November 1937 fand er eine Anstellung als wissenschaftlicher Mitarbeiter am Staatlichen Museum für Naturkunde und Vorgeschichte in Danzig. Im November 1938 wurde er in Breslau mit einer von Wolfgang La Baume und Martin Jahn betreuten Arbeit zur Siedlungsgeschichte der Goten und Gepiden zum Dr. phil. promoviert. Im April 1941 wurde Schindler als Kustos übernommen. Seit Februar 1942 leistete er Kriegsdienst. Schindler geriet in sowjetische Kriegsgefangenschaft, die für ihn bis zur Entlassung aus der russischen Gefangenschaft am 16. Oktober 1945 dauerte.
Über Thüringen kam Schindler nach Hamburg. Dort wurde die Stadtarchäologie des Mittelalters sein Arbeitsschwerpunkt. Über 40 Veröffentlichungen zur Archäologie in Hamburg hat Schindler verfasst, darunter zwei Bücher. Ungefähr 30 Veröffentlichungen behandeln die mittelalterliche Stadtkernforschung. In Hamburg machte er Bekanntschaft mit Walter Hävernick, dem Direktor des Museums für Hamburgische Geschichte. Am dortigen Museum wurde Schindler im November 1946 als wissenschaftlicher Mitarbeiter eingestellt und übernahm die Leitung der neu eingerichteten Abteilung für Bodendenkmalpflege. Hamburg gehörte nach dem Zweiten Weltkrieg zu den wenigen deutschen Städten, in denen nach den Zerstörungen der Altstadt eine archäologische Stadtkernforschung durchgeführt wurde. Durch Schindlers Grabungen konnte 1949 die bislang nur durch schriftliche Quellen bekannte karolingische Hammaburg auf dem Hamburger Domhügel lokalisiert werden. Die Ergebnisse der Ausgrabungen wurden der Öffentlichkeit zugänglich gemacht. Von 1950 bis 1958 war Schindler Mitherausgeber bzw. Herausgeber der Zeitschrift „Hammaburg“. Ein weiterer Schwerpunkt seiner Tätigkeit war die archäologische Landesaufnahme. Dazu erschien 1960 das Standardwerk Die Bodenaltertümer der Freien und Hansestadt Hamburg. Durch den beginnenden wirtschaftlichen Aufschwung der Wiederaufbauphase kam die Bodendenkmalpflege in Hamburg zum Erliegen. Aus diesen Gründen fand Schindler eine neue berufliche Perspektive im Südwesten Deutschlands.
Zum November 1959 wurde Schindler Landeskonservator des Saarlandes und Leiter des Museums für Vor- und Frühgeschichte in Saarbrücken. Dort legte Schindler 60 Publikationen vor. Von 1964 bis 1970 war Schindler Vorsitzender des Verbandes der Landesarchäologen. Zum März 1965 wurde er Direktor des Rheinischen Landesmuseums Trier und hatte dieses Amt bis zur Pensionierung 1977 inne. 1970 konnte durch Schindler eine Forschungsstelle für Dendrochronologie eingerichtet werden. Sie brachte bei der Datierung vieler Holzfunde und Bauwerke vom 2. Jahrhundert v. Chr. bis zur Gegenwart bedeutende Ergebnisse. Von 1959 bis 1977 befasste er sich hauptsächlich mit den keltischen Befestigungen der Eisenzeit und römischen Siedlungen im Südwesten. Seit 1978 konnte er durch eine Erkrankung seine wissenschaftliche Arbeit nicht mehr fortsetzen.
Schindler legte etwa 20 Bücher und 220 Aufsätze vor. Für seine Forschungen wurden Schindler zahlreiche wissenschaftliche Ehrungen und Mitgliedschaften zugesprochen. Schindler war ordentliches Mitglied des Deutschen Archäologischen Instituts und von 1966 bis 1976 Mitglied der Römisch-Germanischen Kommission. 1968 wurde er Ehrenmitglied der Section Historique des Institut Grand-Ducal von Luxemburg. Für seine Verdienste um die archäologische Erforschung der Frühgeschichte Hamburgs wurde ihm anlässlich seines 70. Geburtstages im Jahr 1982 vom Verein für Hamburgische Geschichte die Lappenberg-Medaille in Silber verliehen. Ebenfalls 1982 erschien der 45. Band der Trierer Zeitschrift als Festschrift. Das Rheinische Landesmuseum Trier widmete anlässlich des 80. Geburtstages seinen beiden ehemaligen Direktoren Hans Eiden und Reinhard Schindler den 55. Band der Trierer Zeitschrift als Festgabe.

## Schriften
Ein Schriftenverzeichnis erschien in: Jürgen Merten: Bibliographie Reinhard Schindler. In: Trierer Zeitschrift für Geschichte und Kunst des Trierer Landes und seiner Nachbargebiete. Bd. 45, 1982, S. 11–22.
- Die Besiedlungsgeschichte der Goten und Gepiden im unteren Weichselraum auf Grund der Tongefäße (= Quellenschriften zur ostdeutschen Vor- und Frühgeschichte. Bd. 6). Kabitzsch, Leipzig 1940.
- Ausgrabungen in Alt-Hamburg. Neue Ergebnisse zur Frühgeschichte der Hansestadt. Verlag „Gesellschaft der Freunde des Vaterländischen Schul- und Erziehungswesens“, Hamburg 1957.
- Die Bodenaltertümer der Freien und Hansestadt Hamburg (= Veröffentlichungen des Museums für Hamburgische Geschichte, Abteilung Bodendenkmalpflege. Bd. 1). Christians, Hamburg 1960.
- Studien zum vorgeschichtlichen Siedlungs- und Befestigungswesen des Saarlandes. Paulinus-Verlag, Trier 1968.
- Die Altburg von Bundenbach. Eine befestigte Höhensiedlung des 2./1. Jh. v. Chr. im Hunsrück (= Trierer Grabungen und Forschungen. Bd. 10). Zabern, Mainz 1977, ISBN 3-8053-0097-2.
- mit Karl-Heinz Koch: Vor- und frühgeschichtliche Burgwälle des Großherzogtums Luxemburg (= Trierer Grabungen und Forschungen. Bd. 13, 1). Zabern, Mainz 1977.
- mit Karl-Heinz Koch: Vor- und frühgeschichtliche Burgwälle des Regierungsbezirkes Trier und des Kreises Birkenfeld (= Trierer Grabungen und Forschungen. Bd. 13, 1). Zabern, Mainz 1994, ISBN 3-923319-26-6.